# Powerscourt

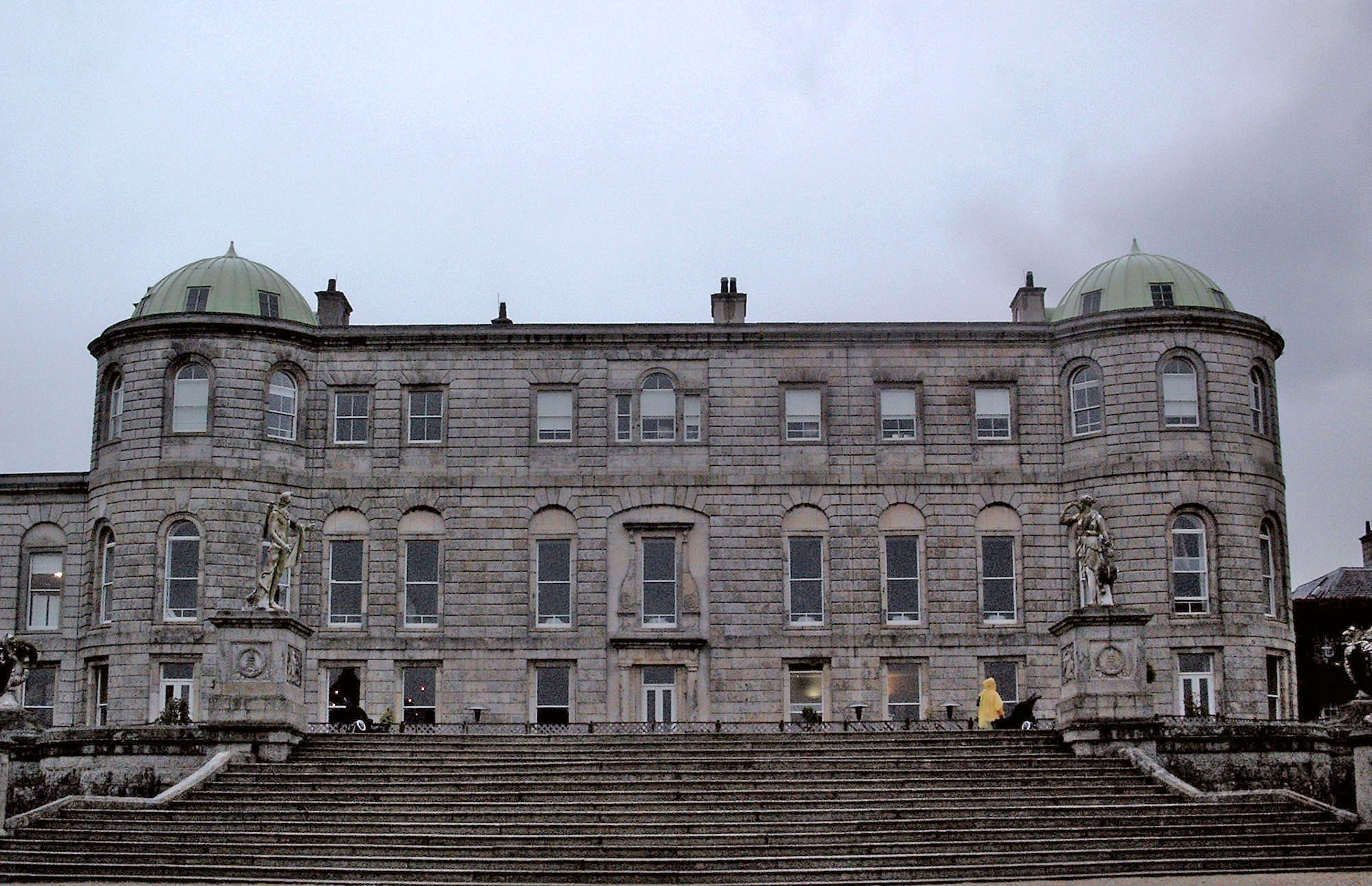
Powerscourt House

Powerscourt är ett slott i Irland, känt för sina trädgårdar som sägs vara de vackraste på Irland. Markarealen är 47 hektar. Slottet som är byggt under 1200-talet blev avsevärt renoverat under 1700-talet av den tyske arkitekten Richard Cassels. Efter en brand 1974 återstod endast murarna men slottet restaurerades 1996. I dag är godset en populär turistattraktion som även har en golfbana och ett Ritz-Carlton-hotell.